# Beta Canum Venaticorum
Pour les articles homonymes, voir Astérion.
Désignations
Beta Canum Venaticorum (en abrégé β CVn, en français Bêta des Chiens de chasse), également nommée Chara, est la deuxième étoile la plus brillante de la constellation des Chiens de chasse. Sa magnitude apparente est de 4,26. D'après la mesure de sa parallaxe annuelle par le satellite Hipparcos, elle est située à ∼ 27,5 a.l. (∼ 8,43 pc) de la Terre. C'est une naine jaune de type spectral G0V.

## Nomenclature
Avec l'étoile plus brillante Cor Caroli, la paire forme le « chien austral » de cette constellation qui représente des chiens de chasse. Le nom de Chara était initialement appliqué au « chien austral » (α CVn), mais il fut ensuite utilisé pour désigner spécifiquement Beta Canum Venaticorum. Chara signifie « joie » en grec. Beta Canum Venaticorum représentait le chien boréal, Astérion, et ce nom reste d'usage.

## Observations
β CVn est considérée comme étant légèrement déficiente en métaux, ce qui signifie qu'elle possède une quantité d'éléments plus lourds que l'hélium légèrement plus faible que le Soleil. Cependant, en termes de masse, âge et état d'évolution, cette étoile est très similaire au Soleil. En conséquence, elle est considérée comme un jumeau solaire.
Le spectre de cette étoile montre une très faible raie d'émission du calcium ionisé une fois (Ca II) de la chromosphère, ce qui en fait une étoile de référence utile pour une comparaison avec d'autres étoiles possédant un type spectral proche. Les raies en émission Ca II sont facilement accessibles et peuvent être utilisées pour mesurer le niveau d'activité de la chromosphère de l'étoile.

## Une étoile du New General Catalogue
John Herschel a observé cette étoile en 1828 et l'a décrite comme une nébuleuse. Elle a été inscrite au New General Catalogue par John Dreyer comme NGC 4530.

## Possibilité de vie
En 2006, l'astronome Margaret Turnbull a classé Beta CVn comme une des meilleures candidates pour la recherche de civilisations extraterrestres.